# Tram van Montpellier
De tram van Montpellier is de belangrijkste vorm van openbaar vervoer in deze Zuid-Franse stad.
De eerste lijn werd officieel geopend op 30 juni 2000. Lijn 1 loopt van het noordwesten naar het oosten. Deze lijn is in 2006 15,2 kilometer lang en telt 27 haltes. De realisatie heeft 348,8 miljoen euro gekost.
Op 16 december 2006 is de tweede tramlijn van Montpellier in gebruik genomen. Deze lijn is 19,8 kilometer lang, loopt van het zuidwesten naar het noordoosten en telt 33 haltes. De realisatie van lijn 2 heeft 450 miljoen euro ex btw gekost. Intussen zijn er nog twee nieuwe lijnen bij gekomen waardoor het tramnet inmiddels uit vier volwaardige tramlijnen bestaat.

## Nieuw lijnennet 2012
Met de komst van tramlijn 3 in 2012 is het lijnennet heringericht en er is een nieuwe ringlijn 4 gecreëerd die niet gebruikte trajecten van tramlijn 2 overneemt. De derde tramlijn loopt van Juvignac naar het zuiden. In het zuiden splitst de lijn bij Boirargues in een deeltraject naar het dorp Lattes en een deeltraject naar Pérols Étang de l'Or, vanwaar overgestapt kan worden op bussen naar de kust. Beide deeltrajecten zijn enkelsporig, evenals het eindtraject Mosson - Juvignac. Lijn 3 heeft 25 haltes. Tevens is de tramlijn 1 verlengd van Stade de Mosson (nieuwe naam oude eindhalte) naar Mosson om daar aansluiting te geven op tramlijn 3. Tramlijn 2 krijgt nu een veel kortere route door het stadscentrum. De oorspronkelijke geplande omweg om een zuidelijke wijk te bedienen van tramlijn 3 wordt overgenomen door de nieuwe tramlijn 4 terwijl lijn 3 de rechtstreekse route Gare Saint-Roch - Rives du Lez van de tramlijn 2 overneemt.

## Materieel
De trams en stadsbussen worden geëxploiteerd door Transdev-dochter TAM ('Transports de l'Agglomération de Montpellier') in opdracht van de regionale vervoersautoriteit 'Montpellier Agglomération. TAM vervoert dagelijks 100.000 mensen per tram. Typerend voor dit net is dat elke tramlijn zijn eigen materieel heeft met eigen uitbundige kleurstijl. Elke kleurstijl vertegenwoordigt een van de vier elementen uit de oudheid. Lijn 1 stelt lucht voor en heeft dan ook gestileerde blauwe zwaluwen als stijl, lijn 2 een hip bloemetjesmotief als teken van aarde, lijn 3 heeft een motief dat water moet voorstellen en ten slotte lijn 4 vuur. Het ontwerp van de visuele identiteit van de eerste twee lijnen is van de Zwitserse ontwerper Mattia Bonetti, In samenwerking met Élisabeth Garouste voor lijn 1. Christian Lacroix tekende voor het ontwerp van lijn 3.

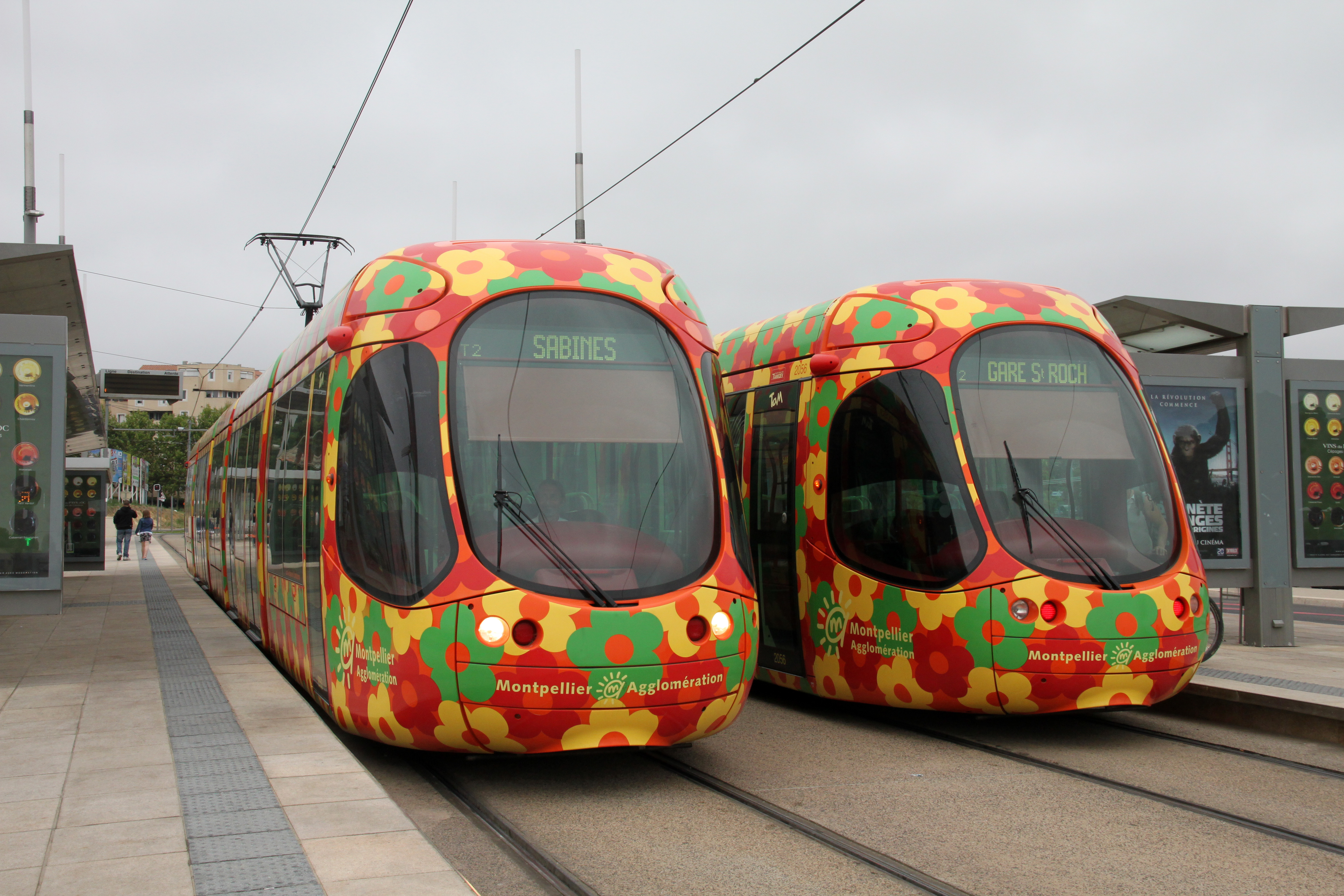
Citadis van lijn 2.

De tramdienst van de eerste lijn wordt uitgevoerd met 30 vijfdelige trams van het type Citadis 401. De 28 oudste wagens werden in 1999-2000 gebouwd als driedelige trams (Citadis 301). In 2002-'03 werden ze met twee bakken verlengd en leverde ALSTOM tevens twee nieuwe vijfdelige trams. Voor lijn 2 rijden 24 trams van het type Citadis 302. Alle trams in Montpellier zijn 2,65 meter breed.

## Haltes

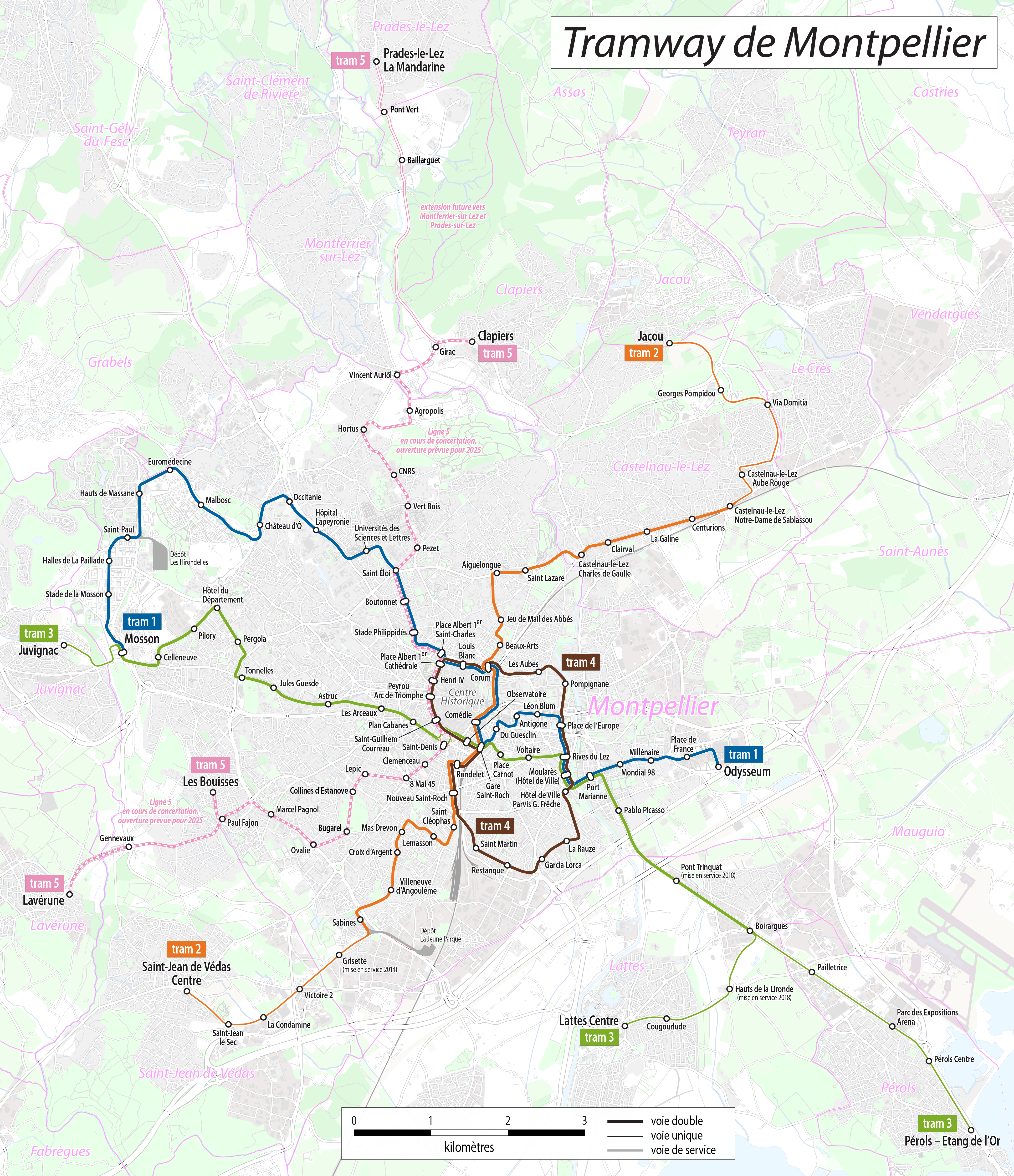
Tramnetwerk in 2012

- Lijn 1: Mosson - Stade de Mosson (oude eindhalte) - Halles de la Paillade - Saint-Paul - (toegang stelplaats Les Hirondelles) - Hauts de Massane - Euromédecine - Malbosc - Château d'Ô - Occitanie - Hôpital Lapeyronie - Universités des sciences et lettres - Saint-Éloi - Boutonnet - Stade Philippidès - Place Albert Ier - Louis Blanc - Corum - Comédie - Gare Saint-Roch - Hôtel de ville - Antigone - Léon Blum - Place de l'Europe - Rives du Lez - Moularès - Port Marianne - Millénaire - Odysseum. Mosson - Stade de Mosson is enkelsporig en wordt niet bediend door alle trams.
- Lijn 2: Jacou - Georges Pompidou - Via Domitia - Aube Rouge - Notre-Dame-de-Sablassou - Centurions - La Galine - Clairval - Charles de Gaulle - Saint-Lazare - Aiguelongue - Jeu de Mail des Abbés - Beaux-Arts - (Corum - Comédie - Gare Saint-Roch) - Rondelet - Nouveau Saint-Roch - Saint Cléophas - Lemasson - Mas Drevon - Croix d'Argent - Villeneuve d'Angoulême - Sabines - (aansluiting naar stelplaats La Jeune Parque) - Victoire 2 - La Condamine - Saint-Jean-le-Sec - - Saint-Jean-de-Védas Centre. Het oude traject van tramlijn 2 overgenomen door tramlijn 4 en 3 was: (Corum - Les Aubes - Pompignane - Place de l'Europe - Rives du Lez - Voltaire - Place Carnot - Gare Saint-Roch). Aan beide uiteindes zijn er enkelsporige trajecten (Sabinne - Saint-Jean de Védas Centre / Notre-Dame de Sablassou - Jacou) die niet door alle trams bediend worden. In zuidwesten (Saint-Jean-de-Védas) volgt de tramlijn het vroegere tracé van een spoorlijn. (tussen de haltes Sabine en Saint-Jean le Sec)
- Lijn 3: Juvignac - Mosson - Celleneuve - Pilory - Hôtel du Département - Pergola - Tonnelles - Jules Guesde - Astruc - Les Arceaux - Plan Cabanes - Saint-Denis (met keerlus) - Observatoire - Gare Saint-Roch - Place Carnot - Voltaire - Rives du Lez - Moularès - Port Marianne - Pablo Picasso - Boirargues: traject 1: Boirargues - Cougourlude - Lattes Centre, traject 2: Boirargues - Ecopôle - Parc Expo - Pérols Centre - Pérols Étang de l'Or. Sommige tramdiensten van lijn 3 keren in Mosson en in de tramlus van Saint-Denis.
- Lijn 4: Ringlijn Observatoire - Gare Saint-Roch - Rondelet - Nouveau Saint-Roch - Saint-Martin - Restanque - Garcia Lorca - La Rauze - Georges Frêche Hôtel de Ville - Rives du Lez - Place de l'Europe - Pompignane - Les Aubes - Corum - Louis Blanc - Place Albert 1er - Peyrou - Saint Guilhem - Observatoire.

## Toekomst
Er zijn plannen voor nog drie tramlijnen: 5, 6 en 7. Lijn 7 zou een tram-train verlenging worden van lijn 2, veelal over bestaande spoorwegen. Het toekomstig TGV station gelegen aan de nieuwe hogesnelheidslijn zal ook bediend worden door tramlijn 1 en 3.